# They Came from Beyond Space
They Came from Beyond Space és una pel·lícula de ciència-ficció britànica en Eastman Color de 1967 produïda per Max J. Rosenberg i Milton Subotsky, i dirigida per Freddie Francis. El guió va ser escrit per Subotsky, basat en la novel·la de 1941 The Gods Hate Kansas de Joseph Millard. La pel·lícula és protagonitzada per Robert Hutton, Jennifer Jayne, Zia Mohyeddin i Bernard Kay. La narració segueix les aventures d'un científic que intenta aturar els extraterrestres de l'espai que estan fets d'energia pura per esclavitzar humans per tal de reconstruir la seva nau espacial per poder tornar al seu planeta natal.
La pel·lícula és d'Amicus Productions que la va estrenar com a doble sessió amb The Terrornauts. They Came from Beyond Space va utilitzar molts dels conjunts i accessoris que quedaren de la Daleks' Invasion Earth 2150 A.D. (1966) d'Amicus com a mesura de reducció de costos.

## Resum de la trama
Una formació inusual de meteorits en forma de V ha caigut a Cornualla. Un grup de científics està designat per investigar, però al seu cap, el doctor Curtis Temple (Hutton), el seu metge li prohibeix anar, ja que Curtis s'està recuperant d'un accident d'automòbil i té una placa de plata al crani. Li lliura la missió a Lee Mason (Jayne), la seva col·lega i amant.
Quan els científics arriben al lloc, troben que els meteorits tenen una forma i un color inusuals: són més aviat punxeguts i blaus. I allotgen extraterrestres que existeixen com a "energia pura". Un geòleg intenta tallar un tros de meteorit, però tan bon punt el colpeja, emet un flaix de llum encegador i un crit agut mentre els extraterrestres s'apoderen del cos i la ment dels científics.
Preocupat perquè l'únic contacte amb Lee hagi estat la seva requisició d'equips per valor de milions de lliures, incloses les armes, Curtis decideix visitar el lloc malgrat les ordres del seu metge. Però abans de marxar, un científic (Geoffrey Wallace) determina que, sorprenentment, els meteorits han vingut de la Lluna.
En arribar, Curtis descobreix que el lloc s'assembla a una base militar, amb guàrdies armats i una tanca de seguretat elèctrica de 10.000 volts. La mateixa Lee li impedeix entrar.
Un agent de "Seguretat Interna" ha estat seguint a Curtis, però ha de trucar al seu superior per demanar permís per donar a Curtis un informe complet de la situació. Entra a una cabina telefònica per fer la trucada, i de sobte surt ensopegant, cobert de taques vermelles, i cau morint a terra. Es reuneix una petita multitud. Un metge avança, però després de tocar l'agent, ell també mor. Aleshores cada membre de la multitud sucumbeix. La premsa bateja dramàticament aquesta malaltia desconeguda "La pesta carmesí". Un comentarista de televisió assegura als espectadors que, tot i que no s'ha descobert cap causa o cura, les autoritats han desenvolupat un mètode secret per eliminar els cossos de les víctimes de manera segura.
Després de veure el llançament d'un coet nocturn des del lloc, Curtis decideix evitar un altre llançament. Torna l'endemà amb un rifle de franctirador i destrueix el generador que subministra energia al campament, aturant així el segon llançament. S'enfila per sobre de la tanca elèctrica ara desactivada al lloc.
Després d'entrar a la seu dels extraterrestres, Curtis, que també és un expert en combats sense armes, guanya una baralla violenta amb un d'ells. Va a un vast complex subterrani. Allà, descobreix els cossos congelats de les víctimes de la pesta. Però és capturat i tancat en una cel·la. Curtis escapa simplement amagant-se darrere la porta de la seva cel·la i saltant l'alienígena (Kay) que ve a matar-lo. Aleshores, Curtis rescata a una Lee que no ho vol, la noqueja amb un cop de puny ràpid a la mandíbula i se l'endu.
La porta a casa del seu amic Farge (Mohyeddin). Curtis s'adona que la placa de plata al seu cap impedeix d'alguna manera que els extraterrestres el posseeixin. Convenç en Farge de fondre els seus estimats trofeus de cricket de plata i després li fa un casc protector com un colador.
Farge utilitza llum ultraviolada per exorcitzar l'alienígena de Lee. Malauradament, no recorda res del seu temps sota control alienígena. Però pot fingir que encara és un extraterrestre i condueix al lloc amb Curtis i Farge amagats a la part posterior de la seva Land Rover. Lee també està protegida per un casc de plata.
Els tres s'amaguen en un coet just abans d'esclatar. Però aviat són descoberts i portats davant el Mestre de la Lluna (Michael Gough), qui els diu que el pla secret del govern per eliminar els cossos de les víctimes de la pesta és disparar-los a la lluna.
El Mestre explica a Curtis, Lee i Farge que els extraterrestres són criatures d'energia pura i estan utilitzant els humans per reparar la seva nau espacial, que s'havia estavellat a la Lluna. Volen tornar al seu planeta natal per morir, ja que s'han fet vells i cansats després d'anys llum de viatge. Els cossos congelats que Curtis havia trobat no estan realment morts. El Mestre els assegura que una vegada la nau espacial sigui reparada totes les 'víctimes' tornaran a la normalitat.
No obstant això, els extraterrestres es preparen per treure quirúrgicament la placa de plata de Curtis perquè puguin aprofitar els seus coneixements. Farge lidera els treballadors en una revolta i salva Curtis.
Curtis li diu al Mestre de la Lluna que no havien d'haver intentat conquerir la Terra; tot el que havien de fer era demanar ajuda, i l'haurien donat amb molt de gust. Els ulls del Mestre s'omplen de llàgrimes davant la revelació.

## Repartiment
- Robert Hutton com el Dr. Curtis Temple
- Jennifer Jayne com a Lee Mason
- Zia Mohyeddin com a Farge
- Bernard Kay com a Richard Arden
- Michael Gough com a Mestre de la Lluna (Arnold Gray)
- Geoffrey Wallace com Alan Mullane
- Maurice Good com a agent Stillwell
- Luanshya Greer com a encarregada de la benzinera
- John Harvey com a Bill Trethowan
- Diana King com a Sra. Trethowan
- Paul Bacon com el Dr. Rogers
- Christopher Banks com a Doctor on Street
- Dermot Cathie com a Peterson
- Norman Claridge com el Dr. Frederick Andrews
- James Donnelly com a Farm Gate Guard
- Frank Forsyth com el Sr. Blake
- Leonard Grahame com a McCabe
- Michael Hawkins com a Williams
- Jack Lambert com a Doctor en Oficina
- Robin Parkinson com el Dr. Maitland
- Edward Rees com a gerent del banc
- Katy Wild com Girl in Street
- Kenneth Kendall com a comentarista de televisió

## Producció
They Came from Beyond Space va ser realitzat per Amicus Productions a Twickenham Studios. Gran part de l'acció exterior es va filmar a Cookham High Street, a Cookham, Berkshire, Regne Unit.
La British Board of Film Censors va concedir a la pel·lícula un certificat A el 30 de març de 1967. L'A-Cert significava que la pel·lícula era "més adequada" per a un públic adult. Tanmateix, per rebre l'A-Cert, la pel·lícula s'ha hagut de reduir del seu temps d'execució original d'uns 85 minuts a aproximadament 83 minuts. No es coneixen els detalls de les retallades requerides.
La durada de la pel·lícula als Estats Units és de 85 minuts complets. No té cap classificació, ja que es va publicar poc abans de la MPAA. El sistema de classificació de pel·lícules va entrar en vigor l'1 de novembre de 1968.

## Distribució
They Came from Beyond Space es va distribuir als cinemes dels Estats Units per Embassy Pictures durant l'estiu de 1967, encara que ni BoxOffice ni Variety va revisar la pel·lícula fins a l'octubre d'aquell any.
El director Freddie Francis va dir en una entrevista que els productors s'havien gastat tot el seu pressupost en The Terrornauts, de manera que no hi havia diners sobrats per They Came from Beyond Space. La doble sessió va fracassar a taquilla i ha estat descrita com les "dues pitjors pel·lícules que la companyia ha produït mai".
StudioCanal va llançar un vídeo de la pel·lícula al Regne Unit l'any 2012 amb una qualificació PG de la BBFC. La qualificació significa que el vídeo és acceptable "per a una visualització general, però algunes escenes poden ser inadequades per a nens petits". El seu temps d'execució és d'aproximadament 82 minuts, aproximadament un minut més curt que l'estrena al cinema al Regne Unit.
VNF va llançar un DVD de They Came from Beyond Space als Estats Units el gener de 2017.

## Recepció
El reportatge permanent de la revista BoxOffice 'Review Digest' a l'edició del 6 de maig de 1968 proporciona puntuacions que cauen a l'extrem inferior de l'escala. Només tres de les set publicacions habituals de les quals BoxOffice fa una revisió de la pel·lícula, amb el mateix BoxOffice qualificant la pel·lícula com a 'bona'; Variety com a 'pobre'; i el New York Daily News com a 'molt pobre'. El revisor anònim de BoxOffice del número de la revista del 23 d'octubre de 1967 anomena la pel·lícula un programa de ciència-ficció fet a mida per als nens i els homes amb mentalitat d'acció. La revisió generalment positiva assenyala que els seus "conjunts enginyosos" i la "fotografia en color de Norman Warwick tenen una menció especial". La ressenya també assenyala que "l'atractiva Jennifer Jayne i el jove actor Zia Moyheddin destaquen en el repartiment capaç".
L'escriptor de Taste of Cinema, David Harkin, suggereix que "They Came from Beyond Space és una pel·lícula molt divertida, encara que ridícula. Hi ha el científic Dr Curtis Temple, que es mostra a la llum de la lluna com a comando, xarampió espacial i una escena curiosa on Lee Mason (Jennifer Jayne), un dels científics amb rentat de cervell controlats per la raça alienígena, visita el banc local per assegurar-se un préstec bancari"
La ressenya de Variety, escrita pel pseudònim 'Robe' per al número de l'11 d'octubre de 1967, és més negativa. Diu que la pel·lícula és un "conte cansat" amb una "fotografia en color tan abismal" que "podria haver estat feta en blanc i negre". També esmenta que "El que és decebedor en aquest esforç particular, tant com el seu argument evident, és la manca d'efectes especials de qualsevol importància". Però destaca els actors principals com "que són molt bons dins dels límits de les seves parts limitades".
Al crític britànic Phil Hardy tampoc no li agrada They Came from Beyond Space, anomenant-la una 'peça inferior de ciència-ficció'. No obstant això, assenyala en la seva breu ressenya que "Malgrat el guió de plom i la direcció erràtica, la pel·lícula té interès pel seu final optimista".
L'historiador de cinema acadèmic britànic Steve Chibnall al llibre British Science Fiction Cinema assenyala que la pel·lícula està "alimentada per la mateixa paranoia que l'americana Invasion of the Body Snatchers [1956]. però en convertir el seu pessimisme dels anys cinquanta en un optimisme simplista dels seixanta aconsegueix desaprofitar qualsevol reivindicació de rellevància cultural'. Ell qualifica el guió de "cansat" i assenyala que "amb més imaginació i enginy" podria haver estat recuperada com a episodi de The Avengers'.
David Elroy Goldwater, un crític estatunidenc. tampoc és un fan de la pel·lícula. Escriu que té una "manca d'imperatiu, una manca de propòsit". Les apostes són baixes. No és original i poc imaginativa, amb els mateixos vells extraterrestres robòtics emocionals que hem vist 100 vegades. Goldwater també assenyala que el casc de plata que porta Farge per protegir-se de la possessió alienígena és "inconscientment camp" i sembla "òbviament un colador d'espaguetis".
Els espectadors que aporten rànquings voluntaris de pel·lícules a diversos llocs web generalment no estan impressionats amb They Came from Beyond Space. Els 1.245 espectadors que van classificar la pel·lícula a IMDb li donen una puntuació de 4,5 sobre 10. Una puntuació de 2,43 sobre 5, basada en 733 'vots', s'enregistra a Rotten Tomatoes. Els 33 classificadors de Letterboxd li donen una puntuació similar de 2,4 de 5, mentre que un baix 1,5 de 5 és el resultat de cinc vots a AllMovie.